# Gobernador de Rodesia del Sur
El Gobernador de Rodesia del Sur era el representante del monarca británico en la colonia autónoma de Rodesia del Sur, entre 1923 y 1980. El Gobernador era designado por La Corona y actuaba como jefe de Estado local, recibiendo instrucciones directas del gobierno británico.

## Rol constitucional
El gobernador también era el comandante en jefe de las Fuerzas Armadas locales y como tal, al menos en teoría, ejercía una influencia considerable sobre el funcionamiento de la colonia y su gobierno, pero, en la práctica, la función principal del Gobernador era mantener una relación satisfactoria entre los gobiernos de Reino Unido y Rodesia del Sur, y actuó en calidad de asesor la mayor parte del tiempo. Sin embargo, a partir de 1951, y a diferencia de otras colonias, el Gobierno británico estaba representado por un Alto Comisionado en Salisbury.
Cuando Rodesia del Sur formaba parte de la Federación de Rodesia y Nyasalandia, la posición del Gobernador se mantuvo sin cambios, pero cuando Salisbury se convirtió en la capital de la Federación, el Gobernador General paso a residir en la Casa de Gobierno, que antes funcionaba como la residencia oficial del Gobernador. Durante este tiempo, el Gobernador de Rodesia del Sur residió en Governor's Lodge, en el suburbio de Highlands.

## Tras la Declaración de Independencia
Después de la Declaración Unilateral de Independencia de Rodesia por parte del gobierno de Ian Smith dejó de reconocer la autoridad del entonces gobernador, Sir Humphrey Gibbs, y nombró a Clifford Dupont para ejercer los poder del gobernador bajo el título de Oficial Administrativo del Gobierno.
Sin embargo, Gibbs continuó ocupando la Casa de Gobierno, afirmando su posición como representante de iure de la Reina Isabel II, y no renunció al cargo sino hasta junio de 1969, luego de que los votantes blancos aprobaran un referéndum para aprobar una nueva constitución, declarando a Rodesia como una república.
En reemplazo de Gibbs, se designó al mariscal de campo Lord Carver como comisionado residente en Rodesia, pero Carver dimitió catorce meses después.
Así, el cargo de Gobernador de Rodesia permaneció vacante hasta el 11 de diciembre de 1979, cuando Lord Soames asumió el cargo, tras la firma del Acuerdo de Lancaster House, en virtud de la cual Rodesia lograría la independencia de iure como Zimbabue el 18 de abril de 1980.

## Bandera

Bandera del gobernador de Rhodesia del Sur (1924-1951)

Bandera del gobernador de Rhodesia del Sur (1951-1952), con la corona Tudor.

Bandera del gobernador de Rhodesia del Sur (1952-1980), con la corona de San Eduardo.

Al igual que la mayoría de otras colonias británicas, la bandera utilizada por el Gobernador, como representante del Soberano en Rodesia del Sur, fue inicialmente una bandera de la Unión con un círculo blanco en el centro, cargado con el escudo de armas de la colonia otorgado el 11 de agosto de 1924. Único entre las banderas británicas, este escudo no estaba rodeado de la tradicional corona. Esta bandera fue adoptada el 1 de octubre de 1924 y estuvo enarbolada hasta el 30 de julio de 1951.
El 31 de julio de 1951, se puso en uso una nueva bandera para el gobernador de Rodesia del Sur. Esta nueva bandera era de color azul oscuro y estaba cargada en el centro con una Corona Real, de una altura de cuatro séptimos de polipasto. Inicialmente, se había utilizado la Corona Tudor, pero después del ascenso al torno de Isabel II en 1952, esta indicó su preferencia por la Corona de San Eduardo, y esta versión se habría utilizado a partir de entonces. Aunque la colonia había alcanzado el "Gobierno Responsable" en 1923, nunca fue un Dominio de pleno derecho, por lo que no tuvo un Gobernador General, cuya bandera en otros dominios sería azul oscuro, cargada en el centro con el Royal Crest sobre una corona, con el nombre del Dominio escrito en pergamino amarillo debajo.

## Lista de gobernadores de Rodesia del Sur
| N.º                                                          | Nombre (Nacimiento-Muerte)                        | Tiempo en el cargo      | Tiempo en el cargo      | Monarca                        |
| N.º                                                          | Nombre (Nacimiento-Muerte)                        | Inicio                  | Final                   | Monarca                        |
| ------------------------------------------------------------ | ------------------------------------------------- | ----------------------- | ----------------------- | ------------------------------ |
| 1                                                            | Sir John Chancellor (1870–1952)                   | 1 de octubre de 1923    | 15 de junio de 1928     | George V                       |
| –                                                            | Sir Murray Bisset (1876–1931) Interino            | 15 de junio de 1928     | 24 de noviembre de 1928 | George V                       |
| 2                                                            | Sir Cecil Hunter-Rodwell (1874–1953)              | 24 de noviembre de 1928 | 1 de mayo de 1934       | George V                       |
| –                                                            | Fraser Russell (1876–1952) Interino               | 1 de mayo de 1934       | 8 de enero de 1935      | George V                       |
| 3                                                            | Sir Herbert Stanley (1872–1955)                   | 8 de enero de 1935      | 8 de enero de 1942      | George V Edward VIII George VI |
| –                                                            | Fraser Russell (1876–1952) Interino               | 8 de enero de 1942      | 10 de diciembre de 1942 | George VI                      |
| 4                                                            | Sir Evelyn Baring (1903–1973)                     | 10 de diciembre de 1942 | 26 de octubre de 1944   | George VI                      |
| –                                                            | Sir Robert James Hudson (1885–1963) Interino      | 26 de octubre de 1944   | 20 de febrero de 1945   | George VI                      |
| 5                                                            | Sir Campbell Tait (1886–1946)                     | 20 de febrero de 1945   | 2 de febrero de 1946    | George VI                      |
| –                                                            | Sir Fraser Russell (1876–1952) Interino           | 2 de febrero de 1946    | 19 de julio de 1946     | George VI                      |
| –                                                            | Sir Robert James Hudson (1885–1963) Acting        | 19 de julio de 1946     | 14 de enero de 1947     | George VI                      |
| 6                                                            | Sir John Noble Kennedy (1893–1970)                | 14 de enero de 1947     | 21 de noviembre de 1953 | George VI Elizabeth II         |
| –                                                            | Sir Robert Clarkson Tredgold (1899–1977) Interino | 21 de noviembre de 1953 | 26 de noviembre de 1954 | Elizabeth II                   |
| 7                                                            | Sir Peveril William-Powlett (1898–1985)           | 26 de noviembre de 1954 | 28 de diciembre de 1959 | Elizabeth II                   |
| 8                                                            | Sir Humphrey Gibbs (1902–1990)                    | 28 de diciembre de 1959 | 24 de junio de 1959     | Elizabeth II                   |
| Puesto vacante (24 de junio de 1969-11 de diciembre de 1979) |                                                   |                         |                         | Elizabeth II                   |
| 9                                                            | The Lord Soames (1920–1987)                       | 11 de diciembre de 1979 | 18 de abril de 1980     | Elizabeth II                   |

Para la continuación después de la independencia, ver Presidente de Zimbabue.